# Scolopia oreophila
Scolopia oreophila är en videväxtart som först beskrevs av Herman Otto Sleumer, och fick sitt nu gällande namn av Killick. Scolopia oreophila ingår i släktet Scolopia och familjen videväxter. Inga underarter finns listade i Catalogue of Life.